# Stevan Pilipović
Stevan Pilipović (en serbe cyrillique : Стеван Пилиповић ; né le 24 mai 1950 à Novi Sad) est un mathématicien serbe. Depuis 2009, il est membre de l'Académie serbe des sciences et des arts. Depuis 2015, il est président de la section de Novi Sad de l'Académie serbe des sciences et des arts,.
Ses domaines de recherches sont les opérateurs pseudo-différentiels, les hyperfonctions, l'analyse microlocale, les équations différentielles linéaires et non-linéaires avec des singularités et les équations différentielles stochastiques,.

## Biographie
Stevan Pilipović a étudié à la faculté de sciences naturelles et de mathématiques de l'université de Novi Sad, où il a obtenu un doctorat en 1979 ; il a suivi des études postdoctorales à l'université de Kiel, en Allemagne.
Depuis 1987, il est professeur dans son université de formation, où il enseigne dans le département de mathématiques et d'informatique,.
Au cours de sa carrière, il a été chercheur invité à l'université de Santa Barbara (1987) et à l'université de Wake Forest (1989), professeur invité à la faculté de mathématiques de l'université de Tokyo (1992-1993), professeur invité à l'université Paris-VII (1994, 1996, 1997, 1999, 2001, 2002, 2003, 2004, 2005, 2006, 2008), professeur invité et chercheur à l'Institut Erwin-Schrödinger de Vienne (1997), professeur à l'université des Antilles et de la Guyane (2000, 2002, 2005), professeur invité à l'université de Vienne (2006 et 2008) et professeur invité à l'université de Calgary (2007).
Jusqu'en 2006, il a été président de la Commission des mathématiques au ministère de la Science. Il a été membre du Conseil national pour la science. chef du département de mathématiques de l'Institut mathématique de l'Académie et membre de la Société mathématique de Serbie. Il a également été membre de l'American Mathematical Society et de la London Mathematical Society.